# Volta a Eslovènia 2024
La Volta a Eslovènia 2024, 30a edició de la Volta a Eslovènia, es disputà entre el 12 i el 16 de juny de 2024 en cinc etapes i un total de 834,4 km. La cursa formava part del calendari de l'UCI ProSeries 2024, amb una categoria 2.Pro.
El vencedor final fou l'italià Giovanni Aleotti (Bora-Hansgrohe). Pello Bilbao (Bahrain Victorious) i Giulio Pellizzari (VF Group-Bardiani CSF-Faizané) completaren el podi.

## Equips
L'organització convidà a prendre part en la cursa a vint-i-tres equips:
| WorldTeams (7)- Bora-Hansgrohe - Bahrain Victorious - EF Education-EasyPost - Ineos Grenadiers - Team Jayco AlUla - UAE Team Emirates - Groupama-FDJ ProTeams (11)- Bingoal WB - Caja Rural-Seguros RGA - Corratec-Vini Fantini - Equipo Kern Pharma - Euskaltel-Euskadi - Q36.5 Pro Cycling Team - Polti Kometa - Tudor Pro Cycling Team - Uno-X Mobility - VF Group-Bardiani CSF-Faizané - TotalEnergies Equips continentals (5)- Adria Mobil - Ljubljana Gusto Santic - Sava Kranj Cycling - Santic-Wibatech - Pierre Baguette Cycling |
| |

## Etapes
| Etapa    | Data       | Ciutats d'etapa                     | type              | Distància (km) | Vencedor de l'etapa           | Líder de la general |
| -------- | ---------- | ----------------------------------- | ----------------- | -------------- | ----------------------------- | ------------------- |
| 1a etapa | 12 de juny | Murska Sobota – Ormož Municipality  | etapa plana       | 191,9          | Dylan Groenewegen             | Dylan Groenewegen   |
| 2a etapa | 13 de juny | Žalec – Rogaška Slatina             | etapa accidentada | 177,9          | Phil Bauhaus                  | Phil Bauhaus        |
| 3a etapa | 14 de juny | Ljubljana – Nova Gorica             | etapa accidentada | 160,5          | Giovanni Aleotti              | Giovanni Aleotti    |
| 4a etapa | 15 de juny | Municipi de Škofljica – Krvavec     | etapa de muntanya | 147,2          | Peio Bilbao López de Armentia | Giovanni Aleotti    |
| 5a etapa | 16 de juny | Municipi de Šentjernej – Novo Mesto | etapa accidentada | 156,9          | Ben Healy                     | Giovanni Aleotti    |

### 1a etapa
| \| Classificació de l'etapa \| Classificació de l'etapa \| Classificació de l'etapa \| Classificació de l'etapa \| Classificació de l'etapa \| \| Corredor \| Corredor \| Equip \| Temps \| \| \| ------------------------ \| ------------------------ \| ------------------------ \| ------------------------ \| ------------------------ \| \| 1r \| Dylan Groenewegen \| Team Jayco AlUla \| 4h 35' 00" \| \| \| 2n \| Alexander Kristoff \| Uno-X Mobility \| + 0" \| \| \| 3r \| Phil Bauhaus \| Bahrain Victorious \| + 0" \| \| \| 4t \| Giovanni Lonardi \| Team Polti Kometa \| + 0" \| \| \| 5è \| Sam Welsford \| Bora-Hansgrohe \| + 0" \| \| \| 6è \| Alberto Dainese \| Tudor Pro Cycling Team \| + 0" \| \| \| 7è \| Sandy Dujardin \| TotalEnergies \| + 0" \| \| \| 8è \| Marc Brustenga Masagué \| Equipo Kern Pharma \| + 0" \| \| \| 9è \| Louis Blouwe \| Bingoal WB \| + 0" \| \| \| 10è \| Paul Penhoët \| Groupama-FDJ \| + 0" \| \| |                        |                        |            |
| |                        |                        |            |
| Font: ProCyclingStats |                        |                        |            |
| Classificació de l'etapa |                        |                        |            |
| Corredor | Corredor               | Equip                  | Temps      |
| 1r | Dylan Groenewegen      | Team Jayco AlUla       | 4h 35' 00" |
| 2n | Alexander Kristoff     | Uno-X Mobility         | + 0"       |
| 3r | Phil Bauhaus           | Bahrain Victorious     | + 0"       |
| 4t | Giovanni Lonardi       | Team Polti Kometa      | + 0"       |
| 5è | Sam Welsford           | Bora-Hansgrohe         | + 0"       |
| 6è | Alberto Dainese        | Tudor Pro Cycling Team | + 0"       |
| 7è | Sandy Dujardin         | TotalEnergies          | + 0"       |
| 8è | Marc Brustenga Masagué | Equipo Kern Pharma     | + 0"       |
| 9è | Louis Blouwe           | Bingoal WB             | + 0"       |
| 10è | Paul Penhoët           | Groupama-FDJ           | + 0"       |

| \| Classificació general \| Classificació general \| Classificació general \| Classificació general \| Classificació general \| \| Corredor \| Corredor \| Equip \| Temps \| \| \| --------------------- \| ---------------------- \| ---------------------- \| --------------------- \| --------------------- \| \| 1r \| Dylan Groenewegen \| Team Jayco AlUla \| 4h 34' 50" \| \| \| 2n \| Alexander Kristoff \| Uno-X Mobility \| + 4" \| \| \| 3r \| Phil Bauhaus \| Bahrain Victorious \| + 6" \| \| \| 4t \| Jhonatan Narváez Prado \| Ineos Grenadiers \| + 7" \| \| \| 5è \| Ben Healy \| EF Education-EasyPost \| + 8" \| \| \| 6è \| Matej Mohorič \| Bahrain Victorious \| + 8" \| \| \| 7è \| Domen Novak \| UAE Team Emirates \| + 8" \| \| \| 8è \| Szymon Tracz \| Santic-Wibatech \| + 8" \| \| \| 9è \| Dylan Hopkins \| Ljubljana Gusto Santic \| + 9" \| \| \| 10è \| Giovanni Lonardi \| Team Polti Kometa \| + 10" \| \| |                        |                        |            |
| |                        |                        |            |
| Font: ProCyclingStats |                        |                        |            |
| Classificació general |                        |                        |            |
| Corredor | Corredor               | Equip                  | Temps      |
| 1r | Dylan Groenewegen      | Team Jayco AlUla       | 4h 34' 50" |
| 2n | Alexander Kristoff     | Uno-X Mobility         | + 4"       |
| 3r | Phil Bauhaus           | Bahrain Victorious     | + 6"       |
| 4t | Jhonatan Narváez Prado | Ineos Grenadiers       | + 7"       |
| 5è | Ben Healy              | EF Education-EasyPost  | + 8"       |
| 6è | Matej Mohorič          | Bahrain Victorious     | + 8"       |
| 7è | Domen Novak            | UAE Team Emirates      | + 8"       |
| 8è | Szymon Tracz           | Santic-Wibatech        | + 8"       |
| 9è | Dylan Hopkins          | Ljubljana Gusto Santic | + 9"       |
| 10è | Giovanni Lonardi       | Team Polti Kometa      | + 10"      |

### 2a etapa
| \| Classificació de l'etapa \| Classificació de l'etapa \| Classificació de l'etapa \| Classificació de l'etapa \| Classificació de l'etapa \| \| Corredor \| Corredor \| Equip \| Temps \| \| \| ------------------------ \| ------------------------ \| ----------------------------- \| ------------------------ \| ------------------------ \| \| 1r \| Phil Bauhaus \| Bahrain Victorious \| 4h 26' 08" \| \| \| 2n \| Alberto Dainese \| Tudor Pro Cycling Team \| + 0" \| \| \| 3r \| Luka Mezgec \| Team Jayco AlUla \| + 0" \| \| \| 4t \| Jonas Koch \| Bora-Hansgrohe \| + 0" \| \| \| 5è \| Jhonatan Narváez Prado \| Ineos Grenadiers \| + 0" \| \| \| 6è \| Alessandro Covi \| UAE Team Emirates \| + 0" \| \| \| 7è \| Filippo Fiorelli \| VF Group-Bardiani CSF-Faizanè \| + 0" \| \| \| 8è \| Giovanni Lonardi \| Team Polti Kometa \| + 0" \| \| \| 9è \| Matteo Moschetti \| Q36.5 Pro Cycling Team \| + 0" \| \| \| 10è \| Orluis Aular Sanabria \| Caja Rural-Seguros RGA \| + 0" \| \| |                        |                               |            |
| |                        |                               |            |
| Font: ProCyclingStats |                        |                               |            |
| Classificació de l'etapa |                        |                               |            |
| Corredor | Corredor               | Equip                         | Temps      |
| 1r | Phil Bauhaus           | Bahrain Victorious            | 4h 26' 08" |
| 2n | Alberto Dainese        | Tudor Pro Cycling Team        | + 0"       |
| 3r | Luka Mezgec            | Team Jayco AlUla              | + 0"       |
| 4t | Jonas Koch             | Bora-Hansgrohe                | + 0"       |
| 5è | Jhonatan Narváez Prado | Ineos Grenadiers              | + 0"       |
| 6è | Alessandro Covi        | UAE Team Emirates             | + 0"       |
| 7è | Filippo Fiorelli       | VF Group-Bardiani CSF-Faizanè | + 0"       |
| 8è | Giovanni Lonardi       | Team Polti Kometa             | + 0"       |
| 9è | Matteo Moschetti       | Q36.5 Pro Cycling Team        | + 0"       |
| 10è | Orluis Aular Sanabria  | Caja Rural-Seguros RGA        | + 0"       |

| \| Classificació general \| Classificació general \| Classificació general \| Classificació general \| Classificació general \| \| Corredor \| Corredor \| Equip \| Temps \| \| \| --------------------- \| ---------------------- \| ----------------------------- \| --------------------- \| --------------------- \| \| 1r \| Phil Bauhaus \| Bahrain Victorious \| 9h 00' 54" \| \| \| 2n \| Alberto Dainese \| Tudor Pro Cycling Team \| + 8" \| \| \| 3r \| Alexander Kristoff \| Uno-X Mobility \| + 8" \| \| \| 4t \| Martin Marcellusi \| VF Group-Bardiani CSF-Faizanè \| + 9" \| \| \| 5è \| Luka Mezgec \| Team Jayco AlUla \| + 10" \| \| \| 6è \| Jhonatan Narváez Prado \| Ineos Grenadiers \| + 11" \| \| \| 7è \| Ben Healy \| EF Education-EasyPost \| + 12" \| \| \| 8è \| Domen Novak \| UAE Team Emirates \| + 12" \| \| \| 9è \| Mikkel Frølich Honoré \| EF Education-EasyPost \| + 12" \| \| \| 10è \| Matej Mohorič \| Bahrain Victorious \| + 12" \| \| |                        |                               |            |
| |                        |                               |            |
| Font: ProCyclingStats |                        |                               |            |
| Classificació general |                        |                               |            |
| Corredor | Corredor               | Equip                         | Temps      |
| 1r | Phil Bauhaus           | Bahrain Victorious            | 9h 00' 54" |
| 2n | Alberto Dainese        | Tudor Pro Cycling Team        | + 8"       |
| 3r | Alexander Kristoff     | Uno-X Mobility                | + 8"       |
| 4t | Martin Marcellusi      | VF Group-Bardiani CSF-Faizanè | + 9"       |
| 5è | Luka Mezgec            | Team Jayco AlUla              | + 10"      |
| 6è | Jhonatan Narváez Prado | Ineos Grenadiers              | + 11"      |
| 7è | Ben Healy              | EF Education-EasyPost         | + 12"      |
| 8è | Domen Novak            | UAE Team Emirates             | + 12"      |
| 9è | Mikkel Frølich Honoré  | EF Education-EasyPost         | + 12"      |
| 10è | Matej Mohorič          | Bahrain Victorious            | + 12"      |

### 3a etapa
| \| Classificació de l'etapa \| Classificació de l'etapa \| Classificació de l'etapa \| Classificació de l'etapa \| Classificació de l'etapa \| \| Corredor \| Corredor \| Equip \| Temps \| \| \| ------------------------ \| ----------------------------- \| ----------------------------- \| ------------------------ \| ------------------------ \| \| 1r \| Giovanni Aleotti \| Bora-Hansgrohe \| 3h 46' 19" \| \| \| 2n \| Jhonatan Narváez Prado \| Ineos Grenadiers \| + 11" \| \| \| 3r \| Jordan Jegat \| TotalEnergies \| + 11" \| \| \| 4t \| Filippo Zana \| Team Jayco AlUla \| + 11" \| \| \| 5è \| Giulio Pellizzari \| VF Group-Bardiani CSF-Faizanè \| + 11" \| \| \| 6è \| Peio Bilbao López de Armentia \| Bahrain Victorious \| + 11" \| \| \| 7è \| Domenico Pozzovivo \| VF Group-Bardiani CSF-Faizanè \| + 11" \| \| \| 8è \| Steff Cras \| TotalEnergies \| + 11" \| \| \| 9è \| Luca Covili \| VF Group-Bardiani CSF-Faizanè \| + 11" \| \| \| 10è \| Paul Double \| Team Polti Kometa \| + 11" \| \| |                               |                               |            |
| |                               |                               |            |
| Font: ProCyclingStats |                               |                               |            |
| Classificació de l'etapa |                               |                               |            |
| Corredor | Corredor                      | Equip                         | Temps      |
| 1r | Giovanni Aleotti              | Bora-Hansgrohe                | 3h 46' 19" |
| 2n | Jhonatan Narváez Prado        | Ineos Grenadiers              | + 11"      |
| 3r | Jordan Jegat                  | TotalEnergies                 | + 11"      |
| 4t | Filippo Zana                  | Team Jayco AlUla              | + 11"      |
| 5è | Giulio Pellizzari             | VF Group-Bardiani CSF-Faizanè | + 11"      |
| 6è | Peio Bilbao López de Armentia | Bahrain Victorious            | + 11"      |
| 7è | Domenico Pozzovivo            | VF Group-Bardiani CSF-Faizanè | + 11"      |
| 8è | Steff Cras                    | TotalEnergies                 | + 11"      |
| 9è | Luca Covili                   | VF Group-Bardiani CSF-Faizanè | + 11"      |
| 10è | Paul Double                   | Team Polti Kometa             | + 11"      |

| \| Classificació general \| Classificació general \| Classificació general \| Classificació general \| Classificació general \| \| Corredor \| Corredor \| Equip \| Temps \| \| \| --------------------- \| ----------------------------- \| ----------------------------- \| --------------------- \| --------------------- \| \| 1r \| Giovanni Aleotti \| Bora-Hansgrohe \| 12h 47' 17" \| \| \| 2n \| Jhonatan Narváez Prado \| Ineos Grenadiers \| + 12" \| \| \| 3r \| Jordan Jegat \| TotalEnergies \| + 17" \| \| \| 4t \| Ben Healy \| EF Education-EasyPost \| + 19" \| \| \| 5è \| Filippo Zana \| Team Jayco AlUla \| + 21" \| \| \| 6è \| Giulio Pellizzari \| VF Group-Bardiani CSF-Faizanè \| + 21" \| \| \| 7è \| Luca Covili \| VF Group-Bardiani CSF-Faizanè \| + 21" \| \| \| 8è \| Peio Bilbao López de Armentia \| Bahrain Victorious \| + 21" \| \| \| 9è \| Pablo Castrillo Zapater \| Equipo Kern Pharma \| + 21" \| \| \| 10è \| Domenico Pozzovivo \| VF Group-Bardiani CSF-Faizanè \| + 21" \| \| |                               |                               |             |
| |                               |                               |             |
| Font: ProCyclingStats |                               |                               |             |
| Classificació general |                               |                               |             |
| Corredor | Corredor                      | Equip                         | Temps       |
| 1r | Giovanni Aleotti              | Bora-Hansgrohe                | 12h 47' 17" |
| 2n | Jhonatan Narváez Prado        | Ineos Grenadiers              | + 12"       |
| 3r | Jordan Jegat                  | TotalEnergies                 | + 17"       |
| 4t | Ben Healy                     | EF Education-EasyPost         | + 19"       |
| 5è | Filippo Zana                  | Team Jayco AlUla              | + 21"       |
| 6è | Giulio Pellizzari             | VF Group-Bardiani CSF-Faizanè | + 21"       |
| 7è | Luca Covili                   | VF Group-Bardiani CSF-Faizanè | + 21"       |
| 8è | Peio Bilbao López de Armentia | Bahrain Victorious            | + 21"       |
| 9è | Pablo Castrillo Zapater       | Equipo Kern Pharma            | + 21"       |
| 10è | Domenico Pozzovivo            | VF Group-Bardiani CSF-Faizanè | + 21"       |

### 4a etapa
| \| Classificació de l'etapa \| Classificació de l'etapa \| Classificació de l'etapa \| Classificació de l'etapa \| Classificació de l'etapa \| \| Corredor \| Corredor \| Equip \| Temps \| \| \| ------------------------ \| ----------------------------- \| ----------------------------- \| ------------------------ \| ------------------------ \| \| 1r \| Peio Bilbao López de Armentia \| Bahrain Victorious \| 3h 59' 09" \| \| \| 2n \| Paul Double \| Team Polti Kometa \| + 3" \| \| \| 3r \| Giovanni Aleotti \| Bora-Hansgrohe \| + 3" \| \| \| 4t \| Giulio Pellizzari \| VF Group-Bardiani CSF-Faizanè \| + 3" \| \| \| 5è \| Domenico Pozzovivo \| VF Group-Bardiani CSF-Faizanè \| + 3" \| \| \| 6è \| Tobias Halland Johannessen \| Uno-X Mobility \| + 9" \| \| \| 7è \| Edoardo Zambanini \| Bahrain Victorious \| + 11" \| \| \| 8è \| Steff Cras \| TotalEnergies \| + 12" \| \| \| 9è \| Domen Novak \| UAE Team Emirates \| + 17" \| \| \| 10è \| Pablo Castrillo Zapater \| Equipo Kern Pharma \| + 20" \| \| |                               |                               |            |
| |                               |                               |            |
| Font: ProCyclingStats |                               |                               |            |
| Classificació de l'etapa |                               |                               |            |
| Corredor | Corredor                      | Equip                         | Temps      |
| 1r | Peio Bilbao López de Armentia | Bahrain Victorious            | 3h 59' 09" |
| 2n | Paul Double                   | Team Polti Kometa             | + 3"       |
| 3r | Giovanni Aleotti              | Bora-Hansgrohe                | + 3"       |
| 4t | Giulio Pellizzari             | VF Group-Bardiani CSF-Faizanè | + 3"       |
| 5è | Domenico Pozzovivo            | VF Group-Bardiani CSF-Faizanè | + 3"       |
| 6è | Tobias Halland Johannessen    | Uno-X Mobility                | + 9"       |
| 7è | Edoardo Zambanini             | Bahrain Victorious            | + 11"      |
| 8è | Steff Cras                    | TotalEnergies                 | + 12"      |
| 9è | Domen Novak                   | UAE Team Emirates             | + 17"      |
| 10è | Pablo Castrillo Zapater       | Equipo Kern Pharma            | + 20"      |

| \| Classificació general \| Classificació general \| Classificació general \| Classificació general \| Classificació general \| \| Corredor \| Corredor \| Equip \| Temps \| \| \| --------------------- \| ----------------------------- \| ----------------------------- \| --------------------- \| --------------------- \| \| 1r \| Giovanni Aleotti \| Bora-Hansgrohe \| 16h 46' 25" \| \| \| 2n \| Peio Bilbao López de Armentia \| Bahrain Victorious \| + 12" \| \| \| 3r \| Giulio Pellizzari \| VF Group-Bardiani CSF-Faizanè \| + 25" \| \| \| 4t \| Domenico Pozzovivo \| VF Group-Bardiani CSF-Faizanè \| + 25" \| \| \| 5è \| Steff Cras \| TotalEnergies \| + 34" \| \| \| 6è \| Pablo Castrillo Zapater \| Equipo Kern Pharma \| + 42" \| \| \| 7è \| Paul Double \| Team Polti Kometa \| + 42" \| \| \| 8è \| Filippo Zana \| Team Jayco AlUla \| + 45" \| \| \| 9è \| Ben Healy \| EF Education-EasyPost \| + 59" \| \| \| 10è \| Tobias Halland Johannessen \| Uno-X Mobility \| + 1' 43" \| \| |                               |                               |             |
| |                               |                               |             |
| Font: ProCyclingStats |                               |                               |             |
| Classificació general |                               |                               |             |
| Corredor | Corredor                      | Equip                         | Temps       |
| 1r | Giovanni Aleotti              | Bora-Hansgrohe                | 16h 46' 25" |
| 2n | Peio Bilbao López de Armentia | Bahrain Victorious            | + 12"       |
| 3r | Giulio Pellizzari             | VF Group-Bardiani CSF-Faizanè | + 25"       |
| 4t | Domenico Pozzovivo            | VF Group-Bardiani CSF-Faizanè | + 25"       |
| 5è | Steff Cras                    | TotalEnergies                 | + 34"       |
| 6è | Pablo Castrillo Zapater       | Equipo Kern Pharma            | + 42"       |
| 7è | Paul Double                   | Team Polti Kometa             | + 42"       |
| 8è | Filippo Zana                  | Team Jayco AlUla              | + 45"       |
| 9è | Ben Healy                     | EF Education-EasyPost         | + 59"       |
| 10è | Tobias Halland Johannessen    | Uno-X Mobility                | + 1' 43"    |

### 5a etapa
| \| Classificació de l'etapa \| Classificació de l'etapa \| Classificació de l'etapa \| Classificació de l'etapa \| Classificació de l'etapa \| \| Corredor \| Corredor \| Equip \| Temps \| \| \| ------------------------ \| -------------------------- \| -------------------------- \| ------------------------ \| ------------------------ \| \| 1r \| Ben Healy \| EF Education-EasyPost \| 3h 24' 06" \| \| \| 2n \| Alexander Kristoff \| Uno-X Mobility \| + 6" \| \| \| 3r \| Orluis Aular Sanabria \| Caja Rural-Seguros RGA \| + 6" \| \| \| 4t \| Luka Mezgec \| Team Jayco AlUla \| + 6" \| \| \| 5è \| Matej Mohorič \| Bahrain Victorious \| + 6" \| \| \| 6è \| Edoardo Zambanini \| Bahrain Victorious \| + 6" \| \| \| 7è \| Valerio Conti \| Team Corratec-Vini Fantini \| + 6" \| \| \| 8è \| Tobias Halland Johannessen \| Uno-X Mobility \| + 6" \| \| \| 9è \| Archie Ryan \| EF Education-EasyPost \| + 6" \| \| \| 10è \| Fernando Barceló Aragón \| Caja Rural-Seguros RGA \| + 6" \| \| |                            |                            |            |
| |                            |                            |            |
| Font: ProCyclingStats |                            |                            |            |
| Classificació de l'etapa |                            |                            |            |
| Corredor | Corredor                   | Equip                      | Temps      |
| 1r | Ben Healy                  | EF Education-EasyPost      | 3h 24' 06" |
| 2n | Alexander Kristoff         | Uno-X Mobility             | + 6"       |
| 3r | Orluis Aular Sanabria      | Caja Rural-Seguros RGA     | + 6"       |
| 4t | Luka Mezgec                | Team Jayco AlUla           | + 6"       |
| 5è | Matej Mohorič              | Bahrain Victorious         | + 6"       |
| 6è | Edoardo Zambanini          | Bahrain Victorious         | + 6"       |
| 7è | Valerio Conti              | Team Corratec-Vini Fantini | + 6"       |
| 8è | Tobias Halland Johannessen | Uno-X Mobility             | + 6"       |
| 9è | Archie Ryan                | EF Education-EasyPost      | + 6"       |
| 10è | Fernando Barceló Aragón    | Caja Rural-Seguros RGA     | + 6"       |

## Classificació final
| \| Classificació general \| Classificació general \| Classificació general \| Classificació general \| Classificació general \| \| Corredor \| Corredor \| Equip \| Temps \| \| \| --------------------- \| ----------------------------- \| ----------------------------- \| --------------------- \| --------------------- \| \| 1r \| Giovanni Aleotti \| Bora-Hansgrohe \| 20h 10' 36" \| \| \| 2n \| Peio Bilbao López de Armentia \| Bahrain Victorious \| + 10" \| \| \| 3r \| Giulio Pellizzari \| VF Group-Bardiani CSF-Faizanè \| + 26" \| \| \| 4t \| Domenico Pozzovivo \| VF Group-Bardiani CSF-Faizanè \| + 26" \| \| \| 5è \| Pablo Castrillo Zapater \| Equipo Kern Pharma \| + 43" \| \| \| 6è \| Paul Double \| Team Polti Kometa \| + 43" \| \| \| 7è \| Ben Healy \| EF Education-EasyPost \| + 44" \| \| \| 8è \| Filippo Zana \| Team Jayco AlUla \| + 46" \| \| \| 9è \| Steff Cras \| TotalEnergies \| + 1' 28" \| \| \| 10è \| Tobias Halland Johannessen \| Uno-X Mobility \| + 1' 44" \| \| |                               |                               |             |
| |                               |                               |             |
| Font: ProCyclingStats |                               |                               |             |
| Classificació general |                               |                               |             |
| Corredor | Corredor                      | Equip                         | Temps       |
| 1r | Giovanni Aleotti              | Bora-Hansgrohe                | 20h 10' 36" |
| 2n | Peio Bilbao López de Armentia | Bahrain Victorious            | + 10"       |
| 3r | Giulio Pellizzari             | VF Group-Bardiani CSF-Faizanè | + 26"       |
| 4t | Domenico Pozzovivo            | VF Group-Bardiani CSF-Faizanè | + 26"       |
| 5è | Pablo Castrillo Zapater       | Equipo Kern Pharma            | + 43"       |
| 6è | Paul Double                   | Team Polti Kometa             | + 43"       |
| 7è | Ben Healy                     | EF Education-EasyPost         | + 44"       |
| 8è | Filippo Zana                  | Team Jayco AlUla              | + 46"       |
| 9è | Steff Cras                    | TotalEnergies                 | + 1' 28"    |
| 10è | Tobias Halland Johannessen    | Uno-X Mobility                | + 1' 44"    |

## Classificacions secundàries

### Classificació de la muntanya
| Classificació de la muntanya | Classificació de la muntanya  | Classificació de la muntanya  | Classificació de la muntanya | Classificació de la muntanya |
| Corredor                     | Corredor                      | Equip                         | Punts                        |                              |
| ---------------------------- | ----------------------------- | ----------------------------- | ---------------------------- | ---------------------------- |
| 1r                           | Davide Baldaccini             | Team Corratec-Vini Fantini    | 14 pts                       |                              |
| 2n                           | Peio Bilbao López de Armentia | Bahrain Victorious            | 10 pts                       |                              |
| 3r                           | Paul Double                   | Team Polti Kometa             | 10 pts                       |                              |
| 4t                           | Giovanni Aleotti              | Bora-Hansgrohe                | 6 pts                        |                              |
| 5è                           | Domenico Pozzovivo            | VF Group-Bardiani CSF-Faizanè | 5 pts                        |                              |
| 6è                           | Ben Healy                     | EF Education-EasyPost         | 5 pts                        |                              |
| 7è                           | Tomas Kalojiros               | Pierre Baguette Cycling       | 5 pts                        |                              |
| 8è                           | Martin Marcellusi             | VF Group-Bardiani CSF-Faizanè | 5 pts                        |                              |
| 9è                           | Mihael Štajnar                | Ljubljana Gusto Santic        | 4 pts                        |                              |
| 10è                          | Giulio Pellizzari             | VF Group-Bardiani CSF-Faizanè | 4 pts                        |                              |

### Classificació per punts
| Classificació per punts | Classificació per punts       | Classificació per punts       | Classificació per punts | Classificació per punts |
| Corredor                | Corredor                      | Equip                         | Punts                   |                         |
| ----------------------- | ----------------------------- | ----------------------------- | ----------------------- | ----------------------- |
| 1r                      | Giovanni Aleotti              | Bora-Hansgrohe                | 47 pts                  |                         |
| 2n                      | Alexander Kristoff            | Uno-X Mobility                | 45 pts                  |                         |
| 3r                      | Peio Bilbao López de Armentia | Bahrain Victorious            | 44 pts                  |                         |
| 4t                      | Phil Bauhaus                  | Bahrain Victorious            | 44 pts                  |                         |
| 5è                      | Jhonatan Narváez Prado        | Ineos Grenadiers              | 37 pts                  |                         |
| 6è                      | Ben Healy                     | EF Education-EasyPost         | 35 pts                  |                         |
| 7è                      | Luka Mezgec                   | Team Jayco AlUla              | 31 pts                  |                         |
| 8è                      | Alberto Dainese               | Tudor Pro Cycling Team        | 30 pts                  |                         |
| 9è                      | Paul Double                   | Team Polti Kometa             | 29 pts                  |                         |
| 10è                     | Giulio Pellizzari             | VF Group-Bardiani CSF-Faizanè | 26 pts                  |                         |

### Classificació dels joves
| Classificació del millor jove | Classificació del millor jove | Classificació del millor jove    | Classificació del millor jove | Classificació del millor jove |
| Corredor                      | Corredor                      | Equip                            | Temps                         |                               |
| ----------------------------- | ----------------------------- | -------------------------------- | ----------------------------- | ----------------------------- |
| 1r                            | Giulio Pellizzari             | VF Group-Bardiani CSF-Faizanè    | 20h 11' 02"                   |                               |
| 2n                            | Brieuc Rolland                | Équipe continentale Groupama-FDJ | + 4' 15"                      |                               |
| 3r                            | Fabio Christen                | Q36.5 Pro Cycling Team           | + 10' 34"                     |                               |
| 4t                            | Alexander Hajek               | Bora-Hansgrohe                   | + 14' 14"                     |                               |
| 5è                            | Daniel Vysočan                | Pierre Baguette Cycling          | + 16' 45"                     |                               |
| 6è                            | Maxime Decomble               | Équipe continentale Groupama-FDJ | + 19' 15"                     |                               |
| 7è                            | Andrew August                 | Ineos Grenadiers                 | + 20' 26"                     |                               |
| 8è                            | António Morgado               | UAE Team Emirates                | + 22' 16"                     |                               |
| 9è                            | Jaka Marolt                   | Sava Kranj Cycling               | + 22' 30"                     |                               |
| 10è                           | Emil Herzog                   | Bora-Hansgrohe                   | + 29' 11"                     |                               |

## Evolució de les classificacions
| Etapa | Vencedor          | Classificació general | Classificació per punts | Classificació de la muntanya | Classificació dels joves | Classificació per equips      |
| ----- | ----------------- | --------------------- | ----------------------- | ---------------------------- | ------------------------ | ----------------------------- |
| 1     | Dylan Groenewegen | Dylan Groenewegen     | Dylan Groenewegen       | Tomáš Kalojíros              | Jonathan Guatibonza      | Team Jayco AlUla              |
| 2     | Phil Bauhaus      | Phil Bauhaus          | Phil Bauhaus            | Davide Baldaccini            | Alexander Hajek          | Team Jayco AlUla              |
| 3     | Giovanni Aleotti  | Giovanni Aleotti      | Phil Bauhaus            | Davide Baldaccini            | Giulio Pellizzari        | VF Group-Bardiani CSF-Faizané |
| 4     | Pello Bilbao      | Giovanni Aleotti      | Giovanni Aleotti        | Davide Baldaccini            | Giulio Pellizzari        | VF Group-Bardiani CSF-Faizané |
| 5     | Ben Healy         | Giovanni Aleotti      | Giovanni Aleotti        | Davide Baldaccini            | Giulio Pellizzari        | VF Group-Bardiani CSF-Faizané |
| Final | Final             | Giovanni Aleotti      | Giovanni Aleotti        | Davide Baldaccini            | Giulio Pellizzari        | VF Group-Bardiani CSF-Faizané |

## Llista de participants
| Team Jayco AlUla JAY | Team Jayco AlUla JAY       | Team Jayco AlUla JAY |
| -------------------- | -------------------------- | -------------------- |
| Núm                  | Ciclista                   | Pos                  |
| 1                    | Filippo Zana (ITA)         | 8è                   |
| 2                    | Dylan Groenewegen (NED)    | 112è                 |
| 3                    | Alessandro De Marchi (ITA) | 63è                  |
| 4                    | Luka Mezgec (SLO)          | 58è                  |
| 5                    | Kelland O'Brien (AUS)      | 95è                  |
| 6                    | David Peña (COL)           | 13è                  |
| 7                    | Elmar Reinders (NED)       | 111è                 |

| Bahrain Victorious TBV | Bahrain Victorious TBV              | Bahrain Victorious TBV |
| ---------------------- | ----------------------------------- | ---------------------- |
| Núm                    | Ciclista                            | Pos                    |
| 11                     | Matej Mohorič (SLO)                 | 36è                    |
| 12                     | Nikias Arndt (GER)                  | 74è                    |
| 13                     | Phil Bauhaus (GER)                  | 92è                    |
| 14                     | Peio Bilbao López de Armentia (ESP) | 2n                     |
| 15                     | Nicolò Buratti (ITA)                | 48è                    |
| 16                     | Matevž Govekar (SLO)                | 103è                   |
| 17                     | Edoardo Zambanini (ITA)             | 11è                    |

| Bora-Hansgrohe BOH | Bora-Hansgrohe BOH     | Bora-Hansgrohe BOH |
| ------------------ | ---------------------- | ------------------ |
| Núm                | Ciclista               | Pos                |
| 21                 | Giovanni Aleotti (ITA) | 1r                 |
| 22                 | Alexander Hajek (AUT)  | 35è                |
| 23                 | Emil Herzog (GER)      | 66è                |
| 24                 | Filip Maciejuk (POL)   | 84è                |
| 25                 | Patrick Gamper (AUT)   | 69è                |
| 26                 | Jonas Koch (GER)       | 61è                |
| 27                 | Sam Welsford (AUS)     | 125è               |

| EF Education-EasyPost EFE | EF Education-EasyPost EFE          | EF Education-EasyPost EFE |
| ------------------------- | ---------------------------------- | ------------------------- |
| Núm                       | Ciclista                           | Pos                       |
| 31                        | Markel Beloki (ESP)                | 83è                       |
| 32                        | Ben Healy (IRL) (ruta)             | 7è                        |
| 33                        | Mikkel Frølich Honoré (DEN)        | 46è                       |
| 34                        | Jack Rootkin-Gray (GBR)            | DNF-5                     |
| 35                        | Archie Ryan (IRL)                  | 30è                       |
| 36                        | Yuhi Todome (JPN)                  | DNF-5                     |
| 37                        | Jardi Christiaan van der Lee (NED) | 82è                       |

| UAE Team Emirates UAD | UAE Team Emirates UAD      | UAE Team Emirates UAD |
| --------------------- | -------------------------- | --------------------- |
| Núm                   | Ciclista                   | Pos                   |
| 41                    | Anže Ravbar (SLO)          | 86è                   |
| 42                    | Alessandro Covi (ITA)      | 55è                   |
| 43                    | Jonathan Guatibonza (COL)  | 120è                  |
| 44                    | Vegard Stake Laengen (NOR) | 32è                   |
| 45                    | António Morgado (POR)      | 52è                   |
| 46                    | Domen Novak (SLO)          | 12è                   |

| Groupama-FDJ GFC | Groupama-FDJ GFC      | Groupama-FDJ GFC |
| ---------------- | --------------------- | ---------------- |
| Núm              | Ciclista              | Pos              |
| 51               | Clément Davy (FRA)    | 85è              |
| 52               | Maxime Decomble (FRA) | 47è              |
| 53               | Cyril Barthe (FRA)    | 57è              |
| 54               | Enzo Paleni (FRA)     | 70è              |
| 55               | Paul Penhoët (FRA)    | NP-3             |
| 56               | Brieuc Rolland (FRA)  | 19è              |
| 57               | Marc Sarreau (FRA)    | NP-2             |

| Ineos Grenadiers IGD | Ineos Grenadiers IGD         | Ineos Grenadiers IGD |
| -------------------- | ---------------------------- | -------------------- |
| Núm                  | Ciclista                     | Pos                  |
| 61                   | Tobias Foss (NOR)            | DNF-3                |
| 62                   | Andrew August (USA)          | 49è                  |
| 63                   | Jhonatan Narváez Prado (ECU) | 20è                  |
| 64                   | Ben Swift (GBR)              | 68è                  |
| 65                   | Connor Swift (GBR)           | 59è                  |
| 66                   | Elia Viviani (ITA)           | DNF-5                |
| 67                   | Cameron Wurf (AUS)           | 107è                 |

| TotalEnergies TEN | TotalEnergies TEN        | TotalEnergies TEN |
| ----------------- | ------------------------ | ----------------- |
| Núm               | Ciclista                 | Pos               |
| 71                | Sandy Dujardin (FRA)     | 79è               |
| 72                | Mathieu Burgaudeau (FRA) | 60è               |
| 73                | Steff Cras (BEL)         | 9è                |
| 74                | Valentin Ferron (FRA)    | 67è               |
| 75                | Jordan Jegat (FRA)       | 14è               |
| 76                | Fabien Grellier (FRA)    | 41è               |
| 77                | Mattéo Vercher (FRA)     | 73è               |

| Bingoal WB BWB | Bingoal WB BWB         | Bingoal WB BWB |
| -------------- | ---------------------- | -------------- |
| Núm            | Ciclista               | Pos            |
| 81             | Floris De Tier (BEL)   | 18è            |
| 82             | Louis Blouwe (BEL)     | 104è           |
| 83             | Johan Meens (BEL)      | 37è            |
| 84             | Dimitri Peyskens (BEL) | 89è            |
| 85             | Marco Tizza (ITA)      | 75è            |
| 86             | Lennert Teugels (BEL)  | 31è            |
| 87             | Giacomo Villa (ITA)    | 88è            |

| Caja Rural-Seguros RGA CJR | Caja Rural-Seguros RGA CJR         | Caja Rural-Seguros RGA CJR |
| -------------------------- | ---------------------------------- | -------------------------- |
| Núm                        | Ciclista                           | Pos                        |
| 91                         | Orluis Aular Sanabria (VEN) (ruta) | 23è                        |
| 92                         | Fernando Barceló Aragón (ESP)      | 27è                        |
| 93                         | Sebastian Berwick (AUS)            | 56è                        |
| 94                         | David González López (ESP)         | 97è                        |
| 95                         | Joel Nicolau Beltran (ESP)         | 24è                        |
| 96                         | Eduard Prades i Reverter (ESP)     | DNF-4                      |
| 97                         | Thomas Silva (URU)                 | 33è                        |

| Team Corratec-Vini Fantini COR | Team Corratec-Vini Fantini COR | Team Corratec-Vini Fantini COR |
| ------------------------------ | ------------------------------ | ------------------------------ |
| Núm                            | Ciclista                       | Pos                            |
| 101                            | Valerio Conti (ITA)            | 51è                            |
| 102                            | Davide Baldaccini (ITA)        | 99è                            |
| 103                            | Alessandro Monaco (ITA)        | DNF-5                          |
| 104                            | Mark Padun (UKR)               | DNF-1                          |
| 105                            | Lorenzo Quartucci (ITA)        | 80è                            |
| 106                            | Kristian Sbaragli (ITA)        | 34è                            |
| 107                            | Samuele Zambelli (ITA)         | 124è                           |

| Q36.5 Pro Cycling Team Q36 | Q36.5 Pro Cycling Team Q36   | Q36.5 Pro Cycling Team Q36 |
| -------------------------- | ---------------------------- | -------------------------- |
| Núm                        | Ciclista                     | Pos                        |
| 111                        | Negasi Abreha (ETH)          | 113è                       |
| 112                        | James Whelan (AUS)           | DNF-1                      |
| 113                        | Marcel Camprubí Pijoan (ESP) | 44è                        |
| 114                        | Fabio Christen (SUI)         | 29è                        |
| 115                        | Matteo Moschetti (ITA)       | 100è                       |
| 116                        | Szymon Sajnok (POL)          | 106è                       |

| VF Group-Bardiani CSF-Faizanè VBF | VF Group-Bardiani CSF-Faizanè VBF | VF Group-Bardiani CSF-Faizanè VBF |
| --------------------------------- | --------------------------------- | --------------------------------- |
| Núm                               | Ciclista                          | Pos                               |
| 121                               | Domenico Pozzovivo (ITA)          | 4t                                |
| 122                               | Luca Covili (ITA)                 | 16è                               |
| 123                               | Filippo Fiorelli (ITA)            | 62è                               |
| 124                               | Martin Marcellusi (ITA)           | 17è                               |
| 125                               | Giulio Pellizzari (ITA)           | 3r                                |
| 126                               | Alex Tolio (ITA)                  | 38è                               |
| 127                               | Alessandro Tonelli (ITA)          | 40è                               |

| Euskaltel-Euskadi EUS | Euskaltel-Euskadi EUS             | Euskaltel-Euskadi EUS |
| --------------------- | --------------------------------- | --------------------- |
| Núm                   | Ciclista                          | Pos                   |
| 131                   | Jon Aberasturi Izaga (ESP)        | DNF-5                 |
| 132                   | Enekoitz Azparren (ESP)           | DNF-5                 |
| 133                   | Xabier Berasategi (ESP)           | 22è                   |
| 134                   | Mikel Bizkarra Etxegibel (ESP)    | 15è                   |
| 135                   | Víctor de la Parte González (ESP) | 28è                   |
| 136                   | Txomin Juaristi (ESP)             | 50è                   |
| 137                   | Gotzon Martín (ESP)               | 26è                   |

| Team Polti Kometa PTK | Team Polti Kometa PTK    | Team Polti Kometa PTK |
| --------------------- | ------------------------ | --------------------- |
| Núm                   | Ciclista                 | Pos                   |
| 141                   | Mattia Bais (ITA)        | 78è                   |
| 142                   | Paul Double (GBR)        | 6è                    |
| 143                   | Germán Darío Gómez (COL) | 71è                   |
| 144                   | Andrea Garosio (ITA)     | 43è                   |
| 145                   | Giovanni Lonardi (ITA)   | 91è                   |
| 146                   | Alex Martin (ESP)        | 25è                   |
| 147                   | Davide Piganzoli (ITA)   | DNF-3                 |

| Tudor Pro Cycling Team TUD | Tudor Pro Cycling Team TUD  | Tudor Pro Cycling Team TUD |
| -------------------------- | --------------------------- | -------------------------- |
| Núm                        | Ciclista                    | Pos                        |
| 151                        | Michael Storer (AUS)        | NP-2                       |
| 152                        | Alberto Dainese (ITA)       | 64è                        |
| 153                        | Robin Froidevaux (SUI)      | 90è                        |
| 154                        | Jacob Eriksson (SWE)        | 77è                        |
| 155                        | Lucas Eriksson (SWE) (ruta) | NP-5                       |
| 156                        | Arthur Kluckers (LUX)       | 98è                        |
| 157                        | Simon Pellaud (SUI)         | 76è                        |

| Uno-X Mobility UXM | Uno-X Mobility UXM               | Uno-X Mobility UXM |
| ------------------ | -------------------------------- | ------------------ |
| Núm                | Ciclista                         | Pos                |
| 161                | Alexander Kristoff (NOR)         | 65è                |
| 162                | Louis Bendixen (DEN)             | 105è               |
| 163                | Fredrik Dversnes (NOR) (ruta)    | 21è                |
| 164                | Tord Gudmestad (NOR)             | DNF-2              |
| 165                | Anders Halland Johannessen (NOR) | 96è                |
| 166                | Tobias Halland Johannessen (NOR) | 10è                |
| 167                | Johannes Kulset (NOR)            | DQ-3               |

| Equipo Kern Pharma EKP | Equipo Kern Pharma EKP        | Equipo Kern Pharma EKP |
| ---------------------- | ----------------------------- | ---------------------- |
| Núm                    | Ciclista                      | Pos                    |
| 171                    | Urko Berrade (ESP)            | NP-2                   |
| 172                    | Marc Brustenga Masagué (ESP)  | 116è                   |
| 173                    | Pablo Castrillo Zapater (ESP) | 5è                     |
| 174                    | Jordi López Caravaca (ESP)    | DNF-5                  |
| 175                    | Pau Miquel Delgado (ESP)      | 45è                    |
| 176                    | Diego Uriarte (ESP)           | 81è                    |
| 177                    | Antonio Jesús Soto (ESP)      | 108è                   |

| Adria Mobil ADR | Adria Mobil ADR        | Adria Mobil ADR |
| --------------- | ---------------------- | --------------- |
| Núm             | Ciclista               | Pos             |
| 181             | Marcel Skok (SLO)      | 119è            |
| 182             | Tilen Finkšt (SLO)     | 72è             |
| 183             | Nicolas Gojković (CRO) | DNF-3           |
| 184             | Barnabás Peák (HUN)    | 102è            |
| 185             | Anže Skok (SLO)        | 122è            |
| 186             | Jaka Špoljar (SLO)     | 132è            |
| 187             | Aljaž Turk (SLO)       | 114è            |

| Santic-Wibatech SWT | Santic-Wibatech SWT    | Santic-Wibatech SWT |
| ------------------- | ---------------------- | ------------------- |
| Núm                 | Ciclista               | Pos                 |
| 191                 | Mario Gamper (AUT)     | 109è                |
| 192                 | Michał Paluta (POL)    | 39è                 |
| 193                 | Piotr Pękala (POL)     | 54è                 |
| 194                 | Bartłomiej Proć (POL)  | 117è                |
| 195                 | Michael Peter (GER)    | 131è                |
| 196                 | Fabian Schormair (GER) | 129è                |
| 197                 | Szymon Tracz (POL)     | DNF-3               |

| Pierre Baguette Cycling PBC | Pierre Baguette Cycling PBC | Pierre Baguette Cycling PBC |
| --------------------------- | --------------------------- | --------------------------- |
| Núm                         | Ciclista                    | Pos                         |
| 201                         | Tomáš Novák (CZE)           | DNF-2                       |
| 202                         | Tomas Kalojiros (CZE)       | 128è                        |
| 203                         | Andrej Liska (SVK)          | 94è                         |
| 204                         | Vilém Vostal (CZE)          | DNF-3                       |
| 205                         | Samuel Skladan (SVK)        | 123è                        |
| 206                         | Martin Voltr (CZE)          | 101è                        |
| 207                         | Daniel Vysočan (CZE)        | 42è                         |

| Sava Kranj Cycling SAK | Sava Kranj Cycling SAK | Sava Kranj Cycling SAK |
| ---------------------- | ---------------------- | ---------------------- |
| Núm                    | Ciclista               | Pos                    |
| 211                    | Marcel Gladek (SLO)    | 130è                   |
| 212                    | Nejc Komac (SLO)       | NP-5                   |
| 213                    | Jaka Marolt (SLO)      | 53è                    |
| 214                    | Gašper Otoničar (SLO)  | 133è                   |
| 215                    | Teo Pečnik (SLO)       | 115è                   |
| 216                    | Grega Podlesnik (SLO)  | DNF-2                  |
| 217                    | Matic Žumer (SLO)      | 118è                   |

| Ljubljana Gusto Santic LGS | Ljubljana Gusto Santic LGS  | Ljubljana Gusto Santic LGS |
| -------------------------- | --------------------------- | -------------------------- |
| Núm                        | Ciclista                    | Pos                        |
| 221                        | James Derrick (AUS)         | DNF-3                      |
| 222                        | Natan Gregorčič (SLO)       | 110è                       |
| 223                        | Dylan Hopkins (AUS)         | 93è                        |
| 224                        | Viktor Potočki (CRO) (ruta) | 126è                       |
| 225                        | Andrew Sampson (AUS)        | 121è                       |
| 226                        | Mihael Štajnar (SLO)        | 87è                        |
| 227                        | Li Ting Wei (TPE)           | 127è                       |

| Team Jayco AlUla JAY | Team Jayco AlUla JAY       | Team Jayco AlUla JAY |
| -------------------- | -------------------------- | -------------------- |
| Núm                  | Ciclista                   | Pos                  |
| 1                    | Filippo Zana (ITA)         | 8è                   |
| 2                    | Dylan Groenewegen (NED)    | 112è                 |
| 3                    | Alessandro De Marchi (ITA) | 63è                  |
| 4                    | Luka Mezgec (SLO)          | 58è                  |
| 5                    | Kelland O'Brien (AUS)      | 95è                  |
| 6                    | David Peña (COL)           | 13è                  |
| 7                    | Elmar Reinders (NED)       | 111è                 |

| Bahrain Victorious TBV | Bahrain Victorious TBV              | Bahrain Victorious TBV |
| ---------------------- | ----------------------------------- | ---------------------- |
| Núm                    | Ciclista                            | Pos                    |
| 11                     | Matej Mohorič (SLO)                 | 36è                    |
| 12                     | Nikias Arndt (GER)                  | 74è                    |
| 13                     | Phil Bauhaus (GER)                  | 92è                    |
| 14                     | Peio Bilbao López de Armentia (ESP) | 2n                     |
| 15                     | Nicolò Buratti (ITA)                | 48è                    |
| 16                     | Matevž Govekar (SLO)                | 103è                   |
| 17                     | Edoardo Zambanini (ITA)             | 11è                    |

| Bora-Hansgrohe BOH | Bora-Hansgrohe BOH     | Bora-Hansgrohe BOH |
| ------------------ | ---------------------- | ------------------ |
| Núm                | Ciclista               | Pos                |
| 21                 | Giovanni Aleotti (ITA) | 1r                 |
| 22                 | Alexander Hajek (AUT)  | 35è                |
| 23                 | Emil Herzog (GER)      | 66è                |
| 24                 | Filip Maciejuk (POL)   | 84è                |
| 25                 | Patrick Gamper (AUT)   | 69è                |
| 26                 | Jonas Koch (GER)       | 61è                |
| 27                 | Sam Welsford (AUS)     | 125è               |

| EF Education-EasyPost EFE | EF Education-EasyPost EFE          | EF Education-EasyPost EFE |
| ------------------------- | ---------------------------------- | ------------------------- |
| Núm                       | Ciclista                           | Pos                       |
| 31                        | Markel Beloki (ESP)                | 83è                       |
| 32                        | Ben Healy (IRL) (ruta)             | 7è                        |
| 33                        | Mikkel Frølich Honoré (DEN)        | 46è                       |
| 34                        | Jack Rootkin-Gray (GBR)            | DNF-5                     |
| 35                        | Archie Ryan (IRL)                  | 30è                       |
| 36                        | Yuhi Todome (JPN)                  | DNF-5                     |
| 37                        | Jardi Christiaan van der Lee (NED) | 82è                       |

| UAE Team Emirates UAD | UAE Team Emirates UAD      | UAE Team Emirates UAD |
| --------------------- | -------------------------- | --------------------- |
| Núm                   | Ciclista                   | Pos                   |
| 41                    | Anže Ravbar (SLO)          | 86è                   |
| 42                    | Alessandro Covi (ITA)      | 55è                   |
| 43                    | Jonathan Guatibonza (COL)  | 120è                  |
| 44                    | Vegard Stake Laengen (NOR) | 32è                   |
| 45                    | António Morgado (POR)      | 52è                   |
| 46                    | Domen Novak (SLO)          | 12è                   |

| Groupama-FDJ GFC | Groupama-FDJ GFC      | Groupama-FDJ GFC |
| ---------------- | --------------------- | ---------------- |
| Núm              | Ciclista              | Pos              |
| 51               | Clément Davy (FRA)    | 85è              |
| 52               | Maxime Decomble (FRA) | 47è              |
| 53               | Cyril Barthe (FRA)    | 57è              |
| 54               | Enzo Paleni (FRA)     | 70è              |
| 55               | Paul Penhoët (FRA)    | NP-3             |
| 56               | Brieuc Rolland (FRA)  | 19è              |
| 57               | Marc Sarreau (FRA)    | NP-2             |

| Ineos Grenadiers IGD | Ineos Grenadiers IGD         | Ineos Grenadiers IGD |
| -------------------- | ---------------------------- | -------------------- |
| Núm                  | Ciclista                     | Pos                  |
| 61                   | Tobias Foss (NOR)            | DNF-3                |
| 62                   | Andrew August (USA)          | 49è                  |
| 63                   | Jhonatan Narváez Prado (ECU) | 20è                  |
| 64                   | Ben Swift (GBR)              | 68è                  |
| 65                   | Connor Swift (GBR)           | 59è                  |
| 66                   | Elia Viviani (ITA)           | DNF-5                |
| 67                   | Cameron Wurf (AUS)           | 107è                 |

| TotalEnergies TEN | TotalEnergies TEN        | TotalEnergies TEN |
| ----------------- | ------------------------ | ----------------- |
| Núm               | Ciclista                 | Pos               |
| 71                | Sandy Dujardin (FRA)     | 79è               |
| 72                | Mathieu Burgaudeau (FRA) | 60è               |
| 73                | Steff Cras (BEL)         | 9è                |
| 74                | Valentin Ferron (FRA)    | 67è               |
| 75                | Jordan Jegat (FRA)       | 14è               |
| 76                | Fabien Grellier (FRA)    | 41è               |
| 77                | Mattéo Vercher (FRA)     | 73è               |

| Bingoal WB BWB | Bingoal WB BWB         | Bingoal WB BWB |
| -------------- | ---------------------- | -------------- |
| Núm            | Ciclista               | Pos            |
| 81             | Floris De Tier (BEL)   | 18è            |
| 82             | Louis Blouwe (BEL)     | 104è           |
| 83             | Johan Meens (BEL)      | 37è            |
| 84             | Dimitri Peyskens (BEL) | 89è            |
| 85             | Marco Tizza (ITA)      | 75è            |
| 86             | Lennert Teugels (BEL)  | 31è            |
| 87             | Giacomo Villa (ITA)    | 88è            |

| Caja Rural-Seguros RGA CJR | Caja Rural-Seguros RGA CJR         | Caja Rural-Seguros RGA CJR |
| -------------------------- | ---------------------------------- | -------------------------- |
| Núm                        | Ciclista                           | Pos                        |
| 91                         | Orluis Aular Sanabria (VEN) (ruta) | 23è                        |
| 92                         | Fernando Barceló Aragón (ESP)      | 27è                        |
| 93                         | Sebastian Berwick (AUS)            | 56è                        |
| 94                         | David González López (ESP)         | 97è                        |
| 95                         | Joel Nicolau Beltran (ESP)         | 24è                        |
| 96                         | Eduard Prades i Reverter (ESP)     | DNF-4                      |
| 97                         | Thomas Silva (URU)                 | 33è                        |

| Team Corratec-Vini Fantini COR | Team Corratec-Vini Fantini COR | Team Corratec-Vini Fantini COR |
| ------------------------------ | ------------------------------ | ------------------------------ |
| Núm                            | Ciclista                       | Pos                            |
| 101                            | Valerio Conti (ITA)            | 51è                            |
| 102                            | Davide Baldaccini (ITA)        | 99è                            |
| 103                            | Alessandro Monaco (ITA)        | DNF-5                          |
| 104                            | Mark Padun (UKR)               | DNF-1                          |
| 105                            | Lorenzo Quartucci (ITA)        | 80è                            |
| 106                            | Kristian Sbaragli (ITA)        | 34è                            |
| 107                            | Samuele Zambelli (ITA)         | 124è                           |

| Q36.5 Pro Cycling Team Q36 | Q36.5 Pro Cycling Team Q36   | Q36.5 Pro Cycling Team Q36 |
| -------------------------- | ---------------------------- | -------------------------- |
| Núm                        | Ciclista                     | Pos                        |
| 111                        | Negasi Abreha (ETH)          | 113è                       |
| 112                        | James Whelan (AUS)           | DNF-1                      |
| 113                        | Marcel Camprubí Pijoan (ESP) | 44è                        |
| 114                        | Fabio Christen (SUI)         | 29è                        |
| 115                        | Matteo Moschetti (ITA)       | 100è                       |
| 116                        | Szymon Sajnok (POL)          | 106è                       |

| VF Group-Bardiani CSF-Faizanè VBF | VF Group-Bardiani CSF-Faizanè VBF | VF Group-Bardiani CSF-Faizanè VBF |
| --------------------------------- | --------------------------------- | --------------------------------- |
| Núm                               | Ciclista                          | Pos                               |
| 121                               | Domenico Pozzovivo (ITA)          | 4t                                |
| 122                               | Luca Covili (ITA)                 | 16è                               |
| 123                               | Filippo Fiorelli (ITA)            | 62è                               |
| 124                               | Martin Marcellusi (ITA)           | 17è                               |
| 125                               | Giulio Pellizzari (ITA)           | 3r                                |
| 126                               | Alex Tolio (ITA)                  | 38è                               |
| 127                               | Alessandro Tonelli (ITA)          | 40è                               |

| Euskaltel-Euskadi EUS | Euskaltel-Euskadi EUS             | Euskaltel-Euskadi EUS |
| --------------------- | --------------------------------- | --------------------- |
| Núm                   | Ciclista                          | Pos                   |
| 131                   | Jon Aberasturi Izaga (ESP)        | DNF-5                 |
| 132                   | Enekoitz Azparren (ESP)           | DNF-5                 |
| 133                   | Xabier Berasategi (ESP)           | 22è                   |
| 134                   | Mikel Bizkarra Etxegibel (ESP)    | 15è                   |
| 135                   | Víctor de la Parte González (ESP) | 28è                   |
| 136                   | Txomin Juaristi (ESP)             | 50è                   |
| 137                   | Gotzon Martín (ESP)               | 26è                   |

| Team Polti Kometa PTK | Team Polti Kometa PTK    | Team Polti Kometa PTK |
| --------------------- | ------------------------ | --------------------- |
| Núm                   | Ciclista                 | Pos                   |
| 141                   | Mattia Bais (ITA)        | 78è                   |
| 142                   | Paul Double (GBR)        | 6è                    |
| 143                   | Germán Darío Gómez (COL) | 71è                   |
| 144                   | Andrea Garosio (ITA)     | 43è                   |
| 145                   | Giovanni Lonardi (ITA)   | 91è                   |
| 146                   | Alex Martin (ESP)        | 25è                   |
| 147                   | Davide Piganzoli (ITA)   | DNF-3                 |

| Tudor Pro Cycling Team TUD | Tudor Pro Cycling Team TUD  | Tudor Pro Cycling Team TUD |
| -------------------------- | --------------------------- | -------------------------- |
| Núm                        | Ciclista                    | Pos                        |
| 151                        | Michael Storer (AUS)        | NP-2                       |
| 152                        | Alberto Dainese (ITA)       | 64è                        |
| 153                        | Robin Froidevaux (SUI)      | 90è                        |
| 154                        | Jacob Eriksson (SWE)        | 77è                        |
| 155                        | Lucas Eriksson (SWE) (ruta) | NP-5                       |
| 156                        | Arthur Kluckers (LUX)       | 98è                        |
| 157                        | Simon Pellaud (SUI)         | 76è                        |

| Uno-X Mobility UXM | Uno-X Mobility UXM               | Uno-X Mobility UXM |
| ------------------ | -------------------------------- | ------------------ |
| Núm                | Ciclista                         | Pos                |
| 161                | Alexander Kristoff (NOR)         | 65è                |
| 162                | Louis Bendixen (DEN)             | 105è               |
| 163                | Fredrik Dversnes (NOR) (ruta)    | 21è                |
| 164                | Tord Gudmestad (NOR)             | DNF-2              |
| 165                | Anders Halland Johannessen (NOR) | 96è                |
| 166                | Tobias Halland Johannessen (NOR) | 10è                |
| 167                | Johannes Kulset (NOR)            | DQ-3               |

| Equipo Kern Pharma EKP | Equipo Kern Pharma EKP        | Equipo Kern Pharma EKP |
| ---------------------- | ----------------------------- | ---------------------- |
| Núm                    | Ciclista                      | Pos                    |
| 171                    | Urko Berrade (ESP)            | NP-2                   |
| 172                    | Marc Brustenga Masagué (ESP)  | 116è                   |
| 173                    | Pablo Castrillo Zapater (ESP) | 5è                     |
| 174                    | Jordi López Caravaca (ESP)    | DNF-5                  |
| 175                    | Pau Miquel Delgado (ESP)      | 45è                    |
| 176                    | Diego Uriarte (ESP)           | 81è                    |
| 177                    | Antonio Jesús Soto (ESP)      | 108è                   |

| Adria Mobil ADR | Adria Mobil ADR        | Adria Mobil ADR |
| --------------- | ---------------------- | --------------- |
| Núm             | Ciclista               | Pos             |
| 181             | Marcel Skok (SLO)      | 119è            |
| 182             | Tilen Finkšt (SLO)     | 72è             |
| 183             | Nicolas Gojković (CRO) | DNF-3           |
| 184             | Barnabás Peák (HUN)    | 102è            |
| 185             | Anže Skok (SLO)        | 122è            |
| 186             | Jaka Špoljar (SLO)     | 132è            |
| 187             | Aljaž Turk (SLO)       | 114è            |

| Santic-Wibatech SWT | Santic-Wibatech SWT    | Santic-Wibatech SWT |
| ------------------- | ---------------------- | ------------------- |
| Núm                 | Ciclista               | Pos                 |
| 191                 | Mario Gamper (AUT)     | 109è                |
| 192                 | Michał Paluta (POL)    | 39è                 |
| 193                 | Piotr Pękala (POL)     | 54è                 |
| 194                 | Bartłomiej Proć (POL)  | 117è                |
| 195                 | Michael Peter (GER)    | 131è                |
| 196                 | Fabian Schormair (GER) | 129è                |
| 197                 | Szymon Tracz (POL)     | DNF-3               |

| Pierre Baguette Cycling PBC | Pierre Baguette Cycling PBC | Pierre Baguette Cycling PBC |
| --------------------------- | --------------------------- | --------------------------- |
| Núm                         | Ciclista                    | Pos                         |
| 201                         | Tomáš Novák (CZE)           | DNF-2                       |
| 202                         | Tomas Kalojiros (CZE)       | 128è                        |
| 203                         | Andrej Liska (SVK)          | 94è                         |
| 204                         | Vilém Vostal (CZE)          | DNF-3                       |
| 205                         | Samuel Skladan (SVK)        | 123è                        |
| 206                         | Martin Voltr (CZE)          | 101è                        |
| 207                         | Daniel Vysočan (CZE)        | 42è                         |

| Sava Kranj Cycling SAK | Sava Kranj Cycling SAK | Sava Kranj Cycling SAK |
| ---------------------- | ---------------------- | ---------------------- |
| Núm                    | Ciclista               | Pos                    |
| 211                    | Marcel Gladek (SLO)    | 130è                   |
| 212                    | Nejc Komac (SLO)       | NP-5                   |
| 213                    | Jaka Marolt (SLO)      | 53è                    |
| 214                    | Gašper Otoničar (SLO)  | 133è                   |
| 215                    | Teo Pečnik (SLO)       | 115è                   |
| 216                    | Grega Podlesnik (SLO)  | DNF-2                  |
| 217                    | Matic Žumer (SLO)      | 118è                   |

| Ljubljana Gusto Santic LGS | Ljubljana Gusto Santic LGS  | Ljubljana Gusto Santic LGS |
| -------------------------- | --------------------------- | -------------------------- |
| Núm                        | Ciclista                    | Pos                        |
| 221                        | James Derrick (AUS)         | DNF-3                      |
| 222                        | Natan Gregorčič (SLO)       | 110è                       |
| 223                        | Dylan Hopkins (AUS)         | 93è                        |
| 224                        | Viktor Potočki (CRO) (ruta) | 126è                       |
| 225                        | Andrew Sampson (AUS)        | 121è                       |
| 226                        | Mihael Štajnar (SLO)        | 87è                        |
| 227                        | Li Ting Wei (TPE)           | 127è                       |